# Augustin-Joseph Jacquet
Augustin-Joseph Jacquet fue un periodista, ensayista y militante francés.

## Biografía
Fue periodista a La libre parole y al Bordeaux journal.

## Obras
- République plébiscitaire, Mémoire, précédé du rapport sur le concours et d'un exposé historique, Nabu Press, (15 septembre 2011) , ISBN 978-1245580847
- L'antisémitisme et les vieux partis, librairie de la croisade française, Paris, 1898.
- Recueil gradué de versions grecques, à l'usage des classes supérieures, E. Belin, (1870).
- La vie littéraire dans une ville de province sous Louis XIV : Étude sur la société dijonnaise pendant la seconde moitié du XVIIe siècle d'après les documents inédits., Genève : Slatkine Repr., 1971.
- Anabase. Livre Ier texte grec, 1864.
- Lycée Louis-le-Grand. Discours prononcé à la distribution solennelle des prix, le 13 août 1872, Impr. de E. Donnaud (1872)
- Le Sentiment national au XVIe siècle Claude de Seyssel, Bureaux de la Revue (1895)
- Le Discours latin, théorie et application... à l'usage des élèves de rhétorique..., E. Belin (1876)
- Psychologie, morale, éducation : Traité complet..., à l'usage des aspirants et aspirantes au brevet supérieur et aux certificats d'aptitude pédagogique, des candidats au baccalauréat ès-lettres, E. Foucart (1890)
- De Historiarum cognitione quid senserit Joannes Bodinus, thesin proponebat parisiensi litterarum Facultati, Garnier frères (1886).
- Positivisme et philosophie scientifique, par Pierre-Auguste Bertauld, F. Alcan (1899)

Prefacio
- Recueil de fables nouvelles, de Prosper Wittersheim, 1871